# 13 (álbum de Die Ärzte)
13 es el decimoquinto álbum de Die Ärzte (decimotercero álbum de estudio, de ahí su nombre), y es el que más ventas ha tenido (lo cual es una ironía, porque el 13 es considerado de mala suerte, y también, el sencillo más vendido, Männer sind Schweine, es la canción número 13 del álbum).

## Track listing
1. "Punk ist..." [ Punk es...] (Felsenheimer) – 3:41
  - "Lady" [Señorita] (M: Gonzalez/T: Gonzalez, Felsenheimer) está oculta en la primera canción, regresar de la canción 1 a -3:55 para escucharla.
2. "Ein Lied für dich" [Una canción para ti] (Urlaub) – 2:43
3. "Goldenes Handwerk" [Artesanía dorada] (Felsenheimer) – 2:50
4. "Meine Freunde" [Mis amigos] (Urlaub) – 1:47
5. "Party stinkt" [La fiesta apesta] (Felsenheimer) – 3:26
6. "1/2 Lovesong" [1/2 canción de amor] (M: Gonzales/T: Felsenheimer,Gonzales) – 3:52
7. "Ignorama" (M: Felsenheimer, Gonzales/T: Felsenheimer) – 2:46
  - Contiene el comienzo de "Nie wieder Krieg, nie mehr Las Vegas!"
8. "Nie wieder Krieg, nie mehr Las Vegas!" [Nunca más guerra, no más Las Vegas!] (Urlaub) – 2:36
9. "Rebell" [Rebelde] (Urlaub) – 3:51
10. "Der Graf" [El conde] (Felsenheimer) – 3:44
11. "Grau" [Gris] (Urlaub) – 2:45
12. "Angeber" [presumido] (Urlaub) – 2:58
  - Contiene el comienzo de "Männer sind Schweine"
13. "Männer sind Schweine" [Los hombres son cerdos] (Urlaub) – 4:17
14. "Liebe und Schmerz" [Amor y dolor] (Felsenheimer) – 3:52
15. "Nie gesagt" [Nunca dicho] (Urlaub) – 4:57
16. "Der Infant" [El infante] (Felsenheimer) – 3:05
17. "Grotesksong" [Canción grotesca] (Urlaub) – 3:40

## Singles
1998: Ein Schwein namens Männer

1998: Goldenes Handwerk

1998: 1/2 Lovesong

1999: Rebell
- Datos: Q25588